# Rock, Paper, Shotgun
Rock, Paper, Shotgun은 영국의 비디오 게임 블로그이다. 2007년 7월 13일 개설되었다.